# Trierer Karneval
Der Trierer Karneval gehört zu den größten Karnevalsfesten in Rheinland-Pfalz, womit Trier zu den großen rheinischen Karnevals-, Fastnachts- und Faschingshochburgen zählt. Die Veranstaltungen beginnen am 11. November und enden mit den für das Rheinland typischen Karnevalsumzügen am Tulpensonntag und Rosenmontag. Die Vorstellung des Prinzenpaares findet jedes Jahr am 11. November statt, die Inthronisation erfolgt im Januar. Zwischen dem 11. November und dem 6. Januar finden jedoch traditionell keine Karnevalsveranstaltungen statt.

## Sitzungskarneval
Der Sitzungskarneval beginnt meist im Januar mit Kappensitzungen in den Stadtteilen, wobei fast jeder Stadtteil einen eigenen Karnevalsverein hat und somit auch eine (oder mehrere) eigene Kappensitzung veranstaltet. Von den großen Trierer Karnevalsvereinen „KG M‘r wieweln noch en Zalawen 1911 e.V. (Wieweler)“, „KG Rote Funken“, „KG Heuschreck“ sowie vom queeren Zentrum „SCHMIT-Z e.V.“ (Rosa Sitzung) werden große Karnevalsveranstaltungen angeboten, die auch über die Trierer Grenzen hinaus bekannt sind. Der Trierer Sitzungskarneval dauert bis zum Tulpensonntag.
In den umliegenden Gemeinden werden auch Kappensitzungen veranstaltet. Nahezu jede Gemeinde veranstaltet eine Kappensitzung; meist sind diese jedoch so im Januar und Februar gelegt, dass einige Tanzgruppen und Vereine an verschiedenen Sitzungen teilnehmen können.

## Straßenkarneval

### Trier

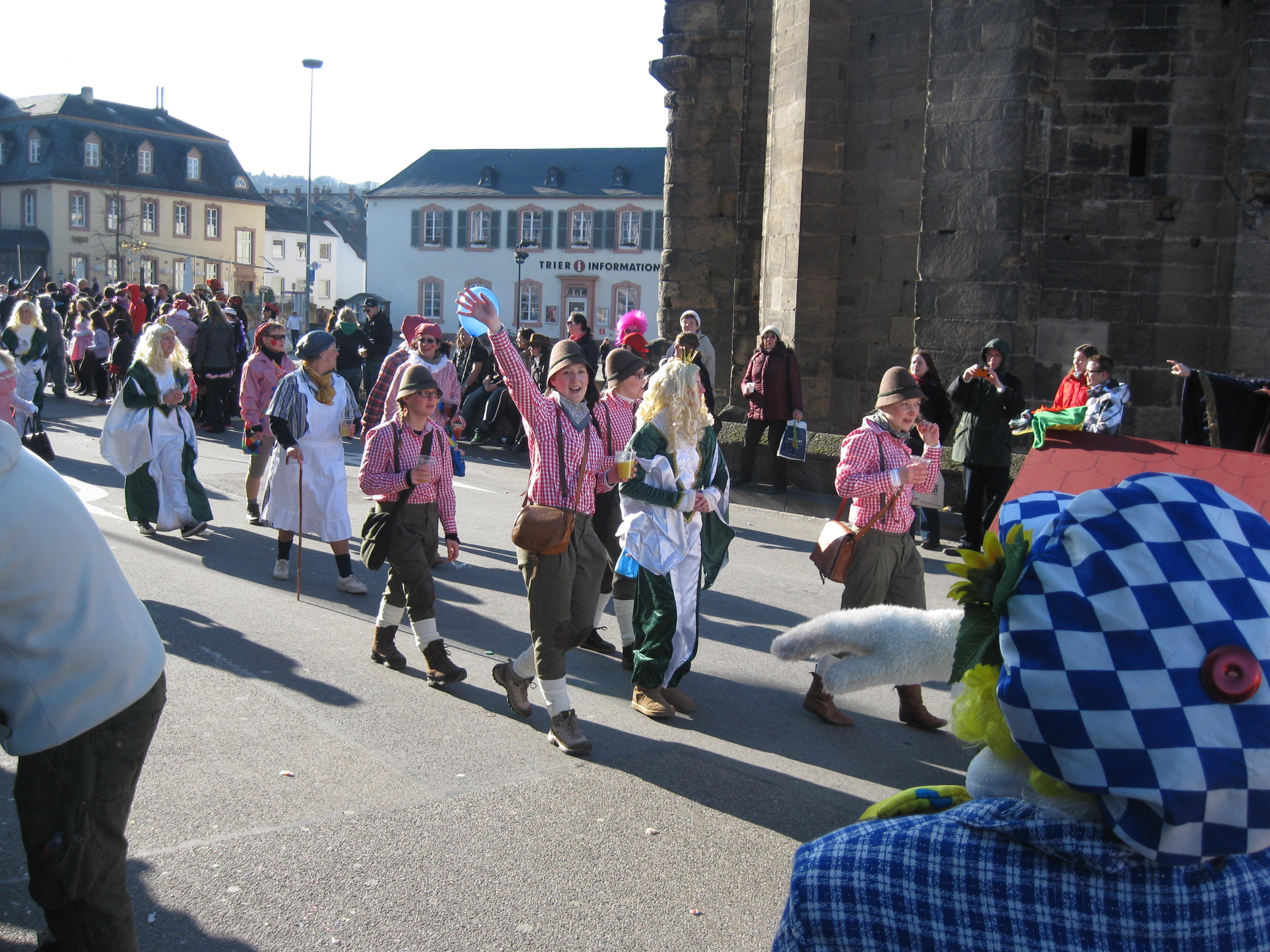
Karnevalsumzug in Trier (2011)

Der Straßenkarneval beginnt mit der Weiberfastnachtsparty auf dem Hauptmarkt am Weiberdonnerstag. Am Samstag findet der erste Umzug in Euren statt. Am Tulpensonntag folgen Umzüge in Irsch, Pfalzel und Zewen. Den Höhepunkt erreicht der Trierer Karneval am Rosenmontag. Dann fahren die Narren ab 12:11 Uhr mit in den letzten Jahren meist mehr als 100 Tanzgruppen und Wagen durch die Trierer Altstadt. Der Umzug verläuft in unregelmäßigen Abschnitten zwischen Messepark und Arena oder umgekehrt von der Herzogenbuscher Straße zum Messepark. Danach findet in der Arena die große Abschlussparty inklusive der Wahl des besten Wagens statt; in unregelmäßigen Abständen wird unabhängig vom Zugverlauf auch in der Messeparkhalle gefeiert. Parallel zum Trierer Umzug findet auch der ältere Ehranger Umzug statt, der in früheren Jahren größer als der Trierer Rosenmontagszug war; in manchen Jahren beginnt er jedoch etwas später.
Eine Besonderheit stellt der Schärensprung am Dienstag im Stadtteil Biewer dar. Dabei springen die Narren durch die Straßen, was an die Echternacher Springprozession erinnert. Die Herkunft dieser Veranstaltung ist unerforscht; es wird jedoch ein keltischer Ursprung vermutet. Ebenfalls dienstags findet ein Umzug in Ruwer statt.

### Region
Auch in der Region finden jährlich große Karnevalsumzüge statt, wobei die Teilnehmerzahl in den Dörfern jedoch zugunsten der großen Umzüge in den Städten und aufgrund des Demographischen Wandels immer stärker abnimmt. Hervorzuheben war hierbei der Saarburger Nachtumzug am Nelkensamstag, der jährlich bis zu 6.000 Zuschauer anlockte und aus Sicherheitsgründen 2018 das letzte Mal durchgeführt werden konnte. Große Beliebtheit haben alljährlich auch die Umzüge in Burgen, Betteldorf, Birresborn, Deudesfeld, Eisenschmitt, Feuerscheid, Gillenfeld, Hermeskeil, Irsch, Konz-Oberemmel, Mehren (Eifel), Mehring, Monzelfeld, Piesport, Preist, Retterath und Welschbillig. Alle fünf Jahre findet in Lampaden der größte regionale Dorfumzug mit über 30 Wagen und Fußgruppen mit über 2.000 Zuschauern statt.

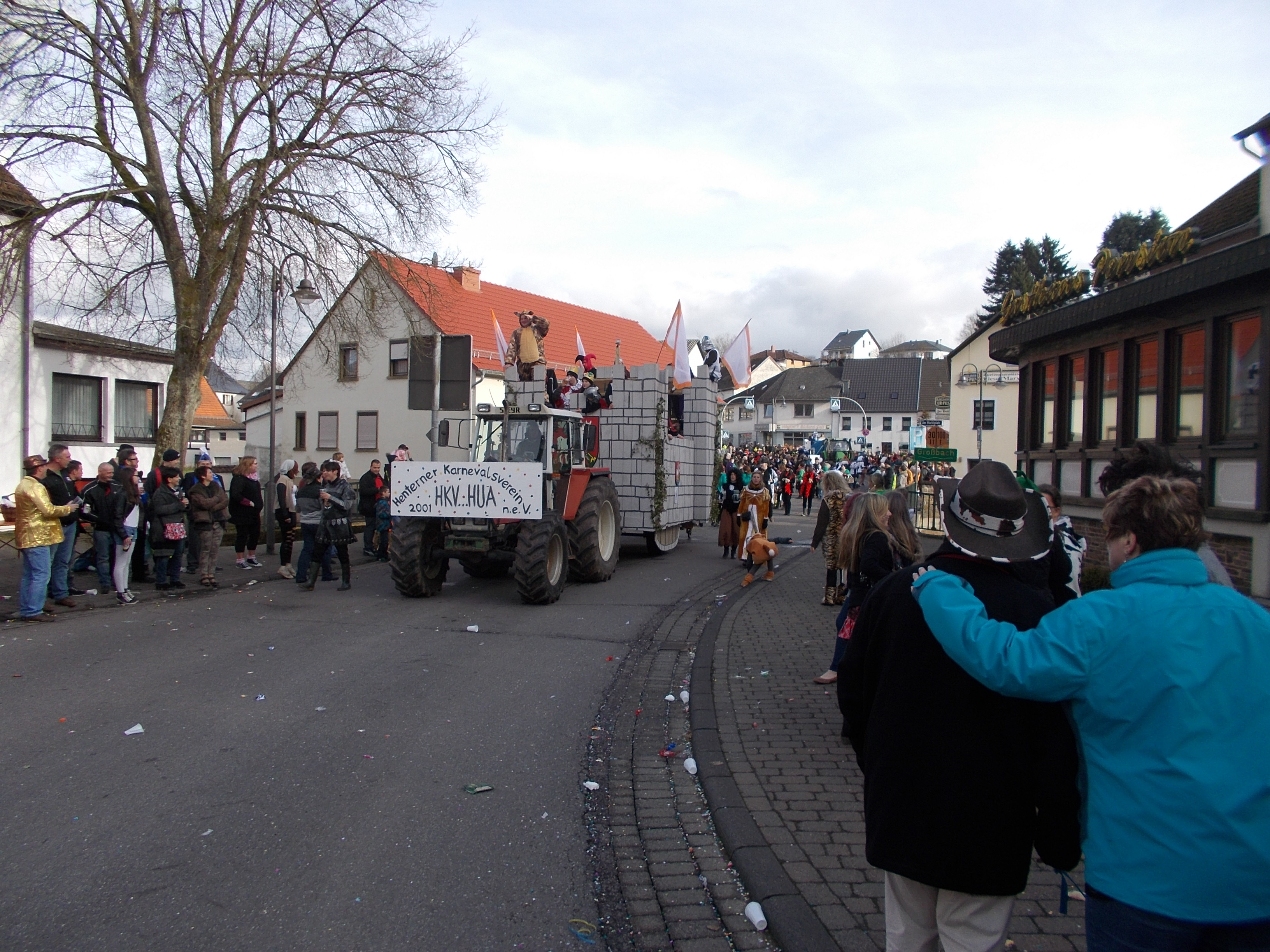
Karneval in Zerf (2014)
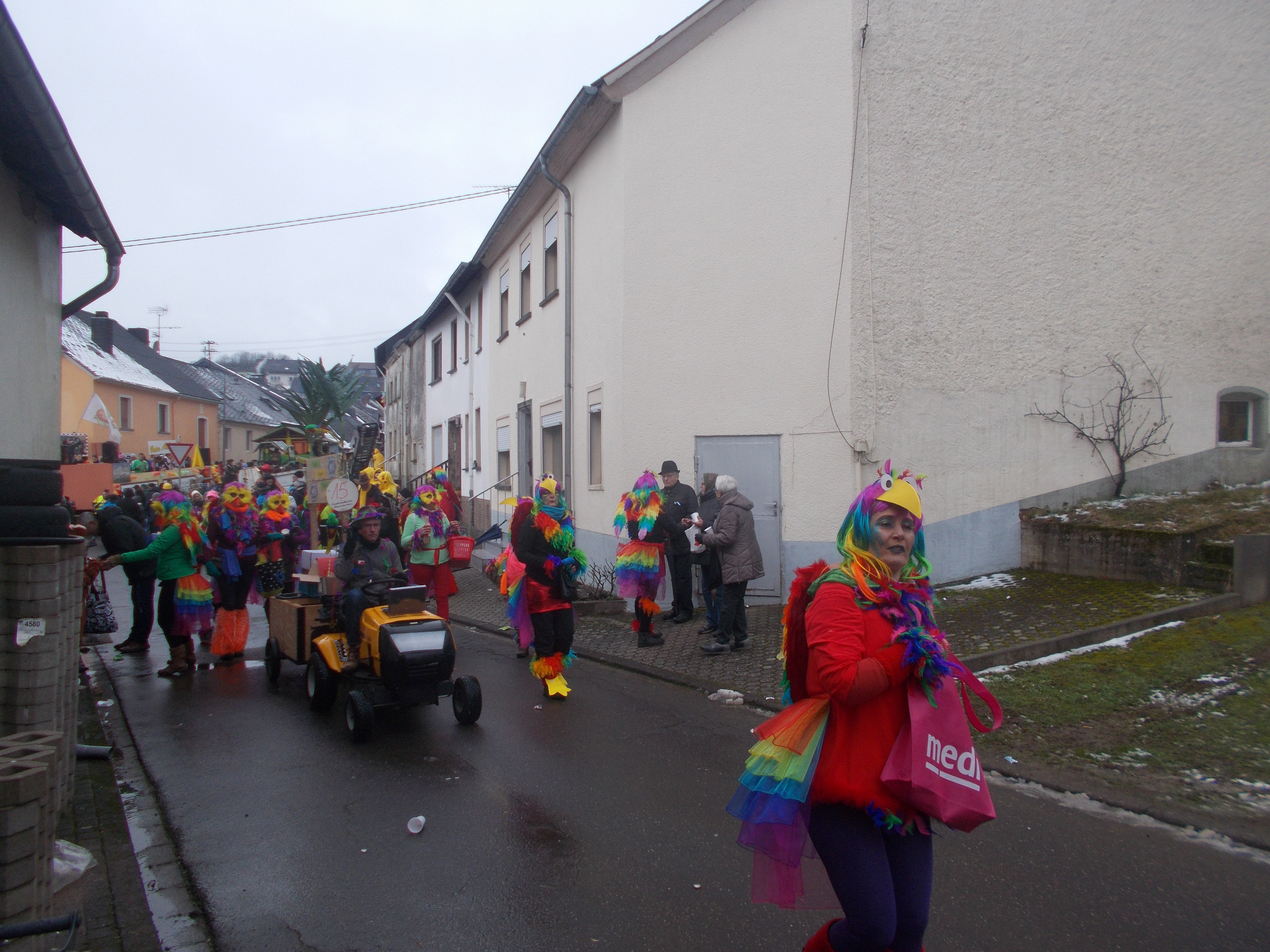
Karneval in Lampaden (2018)

## Narrenruf
Die Umzüge in Trier und der Region kennen bis auf wenige Ausnahmen den für die Mainzer Fastnacht typischen Narrenruf „Helau“. Ausnahmen sind unter anderem Kell am See, wo häufig das Kölner „Alaaf“ gerufen wird, oder Greimerath, wo „Allez-Hopp“ üblich ist, sowie Hentern, wo es „Hua“ heißt. Der Narrenruf des „Rosa Karnevals“, den das queere Zentrum SCHMIT-Z e.V. ausrichtet, lautet „Trier maju!“. Der Stadtteil Trier-Zewen begeht die Karnevalszeit traditionell mit dem Ruf „Helei“, die KG Heuschreck ruft das eigentlich klassische Trierer „Halaudi“.

## Arbeitsgemeinschaft Trierer Karneval 1955 e.V.
Die Arbeitsgemeinschaft Trierer Karneval wurde 1955 gegründet. Sie ist gemeinnützig und Mitglied im Bund Deutscher Karneval (BDK), im Landesverband Rhein-Mosel-Lahn (RLM) sowie in den Rheinischen Karnevals-Korporationen (RKK). Ihr gehören an:
- KG Heuschreck Trier 1848 e.V.
- KG „Onner Ons“ 1865 e.V.
- Traditions KG "M’r wieweln noch" en Zalawen Trier 1911 e.V.
- KG Trier-Süd 1923 e.V.
- KG Rote Funken 1951 e.V. Trier
- Stadtgarde „Augusta Treverorum 1977“ e.V.
- KC „Grün-Weiß“ Euren 1979 e.V.
- Eurener Koobengarde 111 e.V.
- KV Palenzia 1997 e.V.
- Burgnarren Trier-Irsch e.V.
- TKV „Blau-Weiß“ 09 Ehrang e.V.
- KG Rot-Weiss Ehrang
- KV Waldrach 1975 e.V.
- CV Zewener Baknaufen e.V.
- Karnevalsclub Roscheid e. V.
- Prinzenzunft der Stadt Trier 1987 e.V.
- Igeler Carnevalverein (ICV)